# Lista de contactos

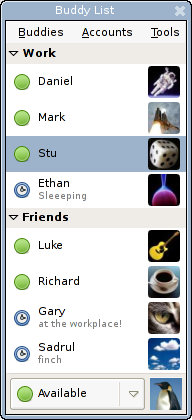
Jhon1984

Una lista de contactos es una colección de nombres de la pantalla en una mensajería instantánea o el correo electrónico del programa o juego en línea o, más habitualmente, en el teléfono móvil. Tiene varios nombres de marcas registradas y de propiedad en diferentes contextos.
La lista de contactos es sólo una lista: en general, una ventana que tiene una lista de nombres reales que representan a otras personas. Al hacer doble clic en cualquier nombre, se abrirá una sesión de mensajería instantánea y le permitirá hablar con esa persona. Por lo general, si alguien aparece en una lista de contactos, el nombre de usuario aparecerá en la suya.
Algunos clientes de mensajes de texto le permiten cambiar su nombre para mostrar a voluntad, mientras que otros sólo le permiten volver a formatear el nombre de usuario (Agregar / quitar los espacios y las letras en mayúscula). Por lo general, no implica ninguna diferencia salvo en la forma en que se muestra.
Con la mayoría de los programas, la lista de contactos puede ser minimizada, accediendo de nuevo a la misma haciendo doble clic en su icono (en un PC).
El estilo de la lista de contactos es diferente con los distintos programas, pero todas las listas de contactos tienen capacidades similares.
Dichas listas se pueden utilizar para formar redes de contactos o redes sociales con propósitos más específicos. La lista no es la red: para convertirse en una red, una lista requiere alguna información adicional como el estado o el tipo de contacto. Teniendo en cuenta esto, se pueden generar redes para distintos fines a partir de la lista. Los vendedores han mantenido durante mucho tiempo redes de contactos usando una variedad de medios de contacto, incluyendo registro de teléfonos y computadoras portátiles. Ninguno de ellos podría confundir su lista con su red, ni a  un contacto de ventas con un "amigo" o  un colega con el que ya se haya trabajado.

## vCard
vCard es el formato del estándar utilizado para el intercambio o copia de seguridad de la lista de contactos.